# Piotr Chirchov
Piotr Pétrovitch Chirchov (en russe : Пётр Петрович Ширшов), né le 12 décembre 1905 (25 décembre dans le calendrier grégorien) à Ekaterinoslav (Empire russe) et mort le 17 février 1953 à Moscou (RSFS de Russie), est un océanographe, hydrobiologiste, explorateur et homme politique soviétique.
Il est en 1938 le tout premier ministre de la Marine de l'URSS (en) et est nommé héros de l'Union soviétique.

## Biographie
Piotr Chirchov est diplômé de l'Institut d'éducation publique d'Odessa en 1929. De 1929 à 1932, il travaille comme chercheur au Jardin botanique de l'Académie soviétique des sciences puis, de 1932 à 1936, est employé comme chercheur à l'Institut de l'Arctique et de l'Antarctique. Il prend part alors à de nombreuses expéditions dans l'Arctique, dont celles sur les brise-glaces Sibiriakov (1932) et Tchéliouskine ainsi qu'en 1937-1938 à l'opération de la station de glace dérivante Severny Polious-1,.
De 1942 à 1948, il est Commissaire du peuple chargé de la flotte maritime, puis est nommé ministre de la Marine de l'Union soviétique, poste qu'il est le premier à occuper.
Il fonde le 31 janvier 1946 l'Institut océanographique Chirchov (en), qu'il dirige jusqu'à sa mort en 1953. Il préside aussi de 1946 à 1950 le Comité scientifique de l'océan Pacifique.
Piotr Chirchov est l'auteur de nombreux ouvrages traitant de ses recherches sur le plancton dans les régions polaires. Il est connu pour avoir réfuté l'hypothèse selon laquelle il n'y a pas de vie dans les hautes latitudes de l'océan Arctique.
Parmi d'autres récompenses, Chirchov a reçu trois ordres de Lénine et de nombreuses médailles.

## Hommages
Une baie de la Terre François-Joseph, une chaîne sous-marine de la mer de Béring et l'Institut océanologique Chirchov, qu'il a fondé, portent son nom.
Le mont Chirchov (en), dans les montagnes de Toula (en) en terre d'Enderby, porte également son nom.
Un cargo a aussi été nommé en son honneur.